# 血液恐怖症
血液恐怖症（けつえききょうふしょう、英: blood phobia）は、極度に血液に対し不合理な恐怖を感じる、特定の恐怖症の1つである。
深刻な場合、血管迷走神経性の失神など、他の多くの恐怖感では見られない身体反応を引きおこす。
これと似た身体反応は、注射恐怖症や負傷恐怖症においても生じ、このようなことから、これらの恐怖症は、精神障害の診断と統計マニュアルにおいて、血液―注射―負傷恐怖症に分類される。より初期の文献においては、この分類名を、血液ー外傷ー病気恐怖症とするものもある。

## 原因
血液恐怖症は、しばしば幼少期における直接または想像上のトラウマによって引き起こされる。遺伝によって引き起こされる可能性も示唆されているが、双子についての研究によると、遺伝よりも社会的学習やトラウマとなった出来事のほうがより重要な原因であると示唆されている。血液―注射―負傷恐怖症は、アメリカ合衆国の人口のおよそ4%の人を苦しめている。
血液―注射―負傷恐怖症を分類上の特殊または単純な恐怖症のなかに含めることは、恐怖が身体の不調を引きおこす大きな原因の1つであるという理解を反映している。この理解・仮説と一致するところとして、血液―外傷恐怖症は、他の恐怖症と共通する原因を有しているといえる。ケンドラー、ニール、ケスラー、ヒース、イーブス（1992年）は、一卵性双生児と二卵性双生児の双子を比べたデータから、広場恐怖症、社会恐怖症や特殊な恐怖症などのすべての恐怖症に共通する遺伝的要素が、人を特殊の恐怖症に強くかかりやすくしていると主張した。
遺伝的に恐怖症にかかることは、特性不安の高まりによって心的障害に陥るということである。特性不安は、闘争・逃走反応をより活性化し得る感情覚醒をもたらす。闘争・逃走反応が活性化される特定の場合に関して、条件付けによって刺激が不安を誘発することがある。この条件付けは、胸部と腹部に影響を与える迷走神経によってもたらされると考えられている。
したがって、恐怖は、痛みを伴う経験によって、血液ー負傷の刺激に対し条件付けされ得る。研究者は、自己申告による血液―外傷恐怖症の始まりのおよそ60%は、条件付けの経験であると分類している。しかしながら、セイヤーなどによって、事例ごとの口頭による略式の調査から、この分類のように条件付けのエピソードが当たり前のものとされていることに疑問が呈されている。セイヤーは（1985年）、「患者が13歳の時に注射によって気絶した」という条件付けについてのエピソードを特定した。別の者だと、「6歳の時に小学校の先生が循環器系のシステムについて話しているのを聞いて、失神に至るほど恐怖した」というものもいる。

## 症状
- 心拍数の増加
- 呼吸困難
- 体の震え
- 胸の詰まり、痛み
- 目まい
- 発汗
- 突発的な熱感、冷感
- 睡眠などの妨げ

## 感情面
- 極度の不安、混乱
- 血を伴う状況を強く避けたい
- 死んだり気絶してしまうのではないかと感じる
- 意識をコントロールできないことへの不安
- 恐怖感に対する無力感[8]

## 治療
治療法は、他の恐怖症に対するものと同じであり、認知行動療法、血液に対する恐怖の敏感性を減少させる措置、不安や不快感を解消するための投薬である。近年においては、筋緊張によって血圧を上昇させる暴露療法が、血圧の低下や失神を伴う血液恐怖症に対し効果的であるとして支持を集めている。
なお、血液に対する恐怖が一般的であることから、大衆文化においてその恐怖感はしばしば用いられる。ホラー映画やハロウィンのイベントでは、血液に対する嫌悪感が利用され、偽の血液が大量に用いられることも少なくない。

## 参考記事
- 恐怖症の一覧
- 恐怖症
- 特定の恐怖症